# Chiesa di Sant'Egidio (Sanremo)
La chiesa dei Sant'Egidio è un luogo di culto cattolico, si trova a Bussana Vecchia, frazione di Sanremo, parzialmente distrutto durante il terremoto del 23 febbraio 1887 con tutto il borgo e mai ricostruito.

## Storia e descrizione
La località di Bussana era stata abitata già nel periodo romano, poi esposta alle invasioni barbariche fino all'insediamento dei Conti di Ventimiglia con l'appartenenza alla repubblica di Genova raggiunse un periodo di stabilità. I conti vi edificarono un castello e intorno si sviluppò il borgo con le abitazioni e la chiesa. La località era chiamata semplicemente Bussana.
L'antica chiesa intitolata alla Madonna delle Grazie fu riedificata nei primi anni del XV secolo con la nuova intitolazione al santo abate. L'aula fu ampliata conseguente alla necessità del tempo che aveva visto un incremento della popolazione con l'aggiunta delle due navata laterali. Il nuovo edificio fu consacrato nel 1404.

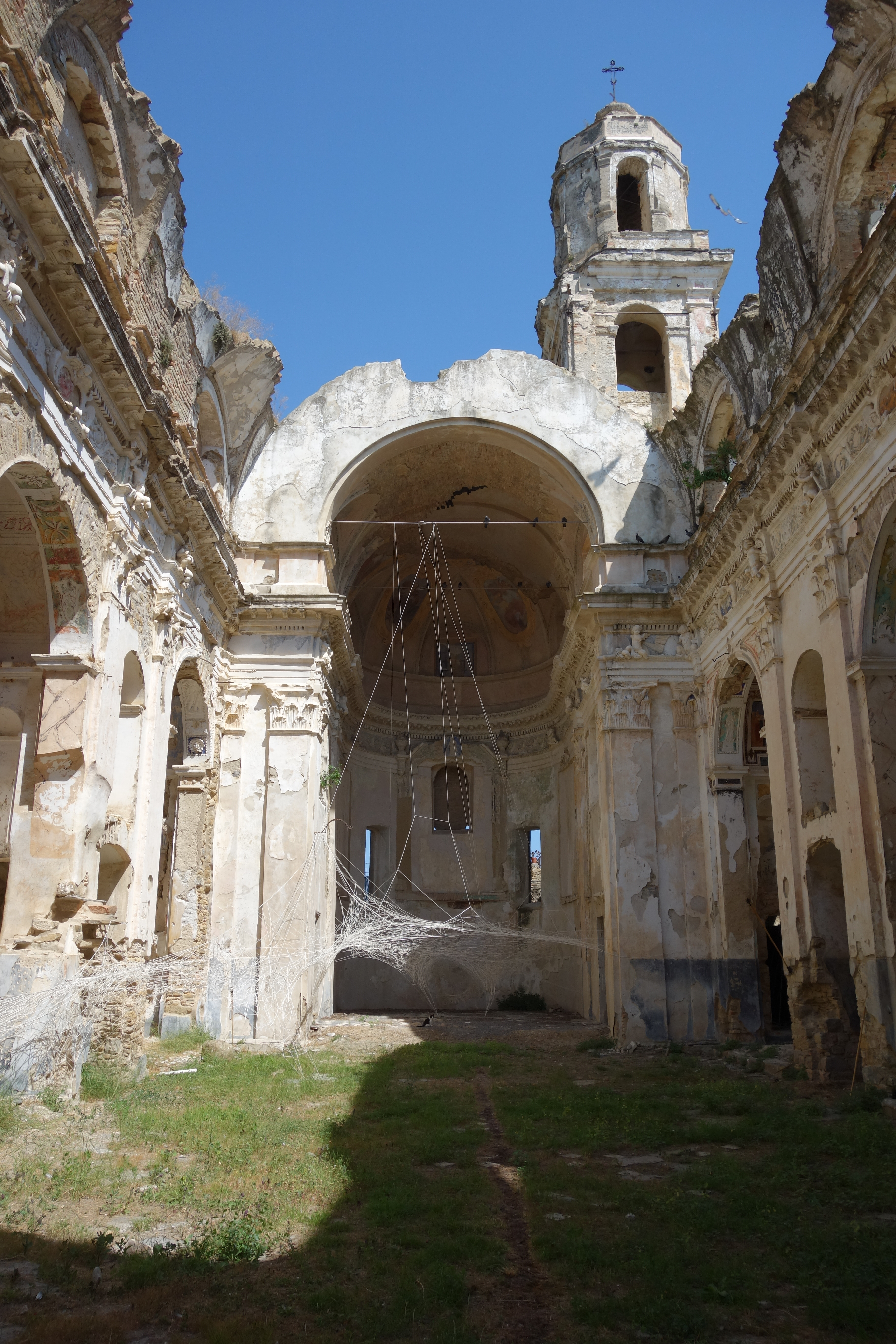
Abside della chiesa di Sant'Egidio

Il Seicento portò la nuova arte barocca e la conseguente modifica della chiesa del 1652. Furono costruite sei cappelle laterali con i relativi altari in sostituzioni della due navate laterali che furono eliminate. La chiesa era stata elevata a parrocchiale nel Cinquecento. Ma tutta la località era in zona sismica e il terremoto del 23 febbraio 1887, con epicentro a Diano Marina colpì gravemente il borgo e trovò alcuni parrocchiani riuniti in preghiera. 

Durante la prima scossa delle ore 6.21, la volta della chiesa resistette, e l'allora parroco obbligò i fedeli a nascondersi nelle cappelle laterali, così che le cinque persone che erano presenti, si salvarono quando la seconda scossa delle ore 6.30 fece completamente crollare la volta e molta delle struttura. Seguì una t erza scossa alle ore 8.51 che distrusse quanto le prime non avevano fatto. Fu da subito chiaro all'amministrazione cittadina che non era possibile ricostruire il borgo.
Gli abitanti di Bussana Vecchia, tentarono di sopravvivere nel borgo, ma, per loro maggior sicurezza, le autorità cittadine, obbligarono i superstiti a spostarsi e a fondare la nuova località di Bussana con la posa della prima pietra del nuovo municipio nel 1889.
Dell'antica chiesa, restano parte della facciata e dei muri perimetrali. L'antico ingresso è chiuso da una cancellata per impedirne l'accesso, essendo la struttura perennemente pericolante. 

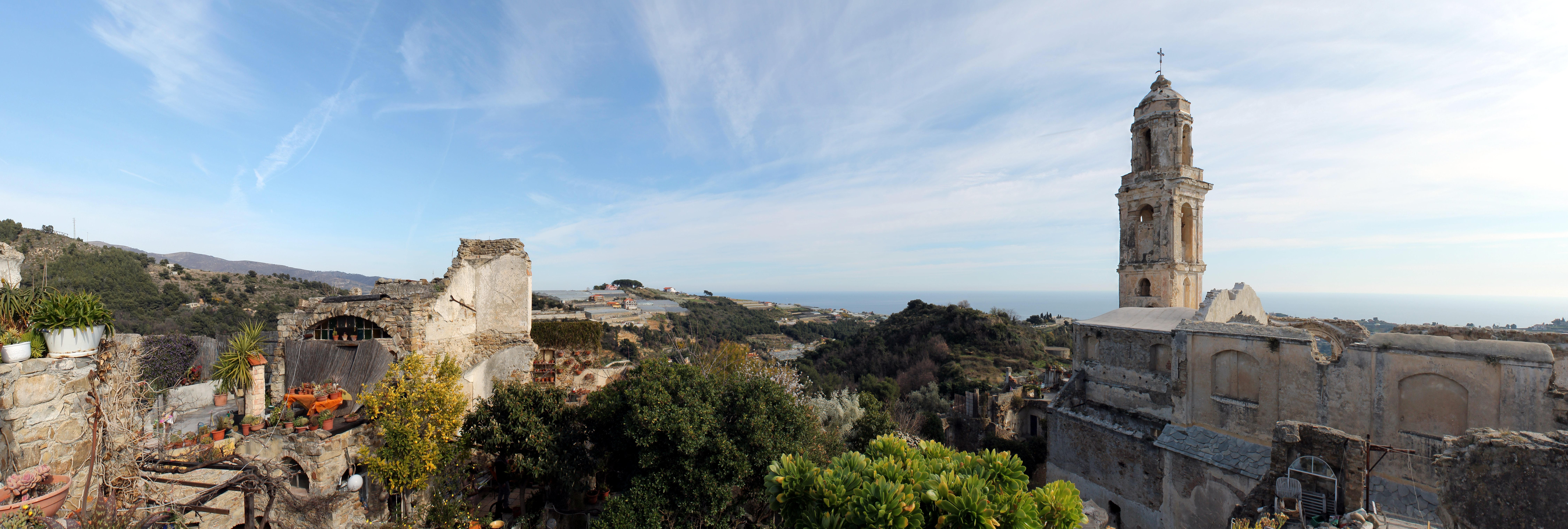
Bussana Vecchia con la chiesa di Sant'Egidio

La chiesa era stata decorata dal luganese Gerolamo Comane di Osteno, che si adoperò per molta parte della sua vita al decoro della navata con i dipinti, gli stucchi e i fregi. Il decoro della cappelle laterali fu realizzato dal suo omonimo e nipote. Il pittore Antonio Storace di Sampierdarena e Giovan Battista Marazzo proseguirono nel lavoro di decoro. La facciata era state restaurata nel 1807 dai comaschi fratelli Adani. Resta importante la torre campanaria simbolo della cittadina e della sua storia.
Della chiesa rimangono a testimonianza pochi resti delle pitture, la zona absidale con la copertura da catino e parte della facciata che con il campanile, incredibilmente quasi integro, sono diventati con il tempo simbolo della località che ha ripreso a vivere grazie agli artisti che hanno abitato i caruggi aprendo botteghe artigianali e artistiche.